# Auto Europa
Il premio Auto Europa è un premio assegnato dal 1987 dall'Unione Italiana Giornalisti dell'Automotive alla vettura che nell'anno precedente abbia espresso il massimo dei consensi nel territorio italiano.

## Vincitori
| Anno | Nome vincitore        | Immagine |
| ---- | --------------------- | -------- |
| 1987 | Audi 80               |          |
| 1988 | Alfa Romeo 164        |          |
| 1989 | Fiat Tipo             |          |
| 1990 | Citroën XM            |          |
| 1991 | Nissan Primera        |          |
| 1992 | Citroën ZX            |          |
| 1993 | Fiat Cinquecento      |          |
| 1994 | Citroën Xantia        |          |
| 1995 | Fiat Punto            |          |
| 1996 | Fiat Bravo/Brava      |          |
| 1997 | Audi A3               |          |
| 1998 | Alfa Romeo 156        |          |
| 1999 | Alfa Romeo 166        |          |
| 2000 | Jaguar S-Type         |          |
| 2001 | Citroën Xsara Picasso |          |
| 2002 | Citroën C5            |          |
| 2003 | Citroën C3            |          |
| 2004 | Fiat Panda            |          |
| 2005 | Citroën C4            |          |
| 2006 | Fiat Grande Punto     |          |
| 2007 | Peugeot 207           |          |
| 2008 | Fiat 500              |          |
| 2009 | Alfa Romeo MiTo       |          |
| 2010 | Peugeot 3008          |          |
| 2011 | Alfa Romeo Giulietta  |          |
| 2012 | Citroën DS4           |          |
| 2013 | Peugeot 208           |          |
| 2014 | Peugeot 2008          |          |
| 2015 | Peugeot 308           |          |
| 2016 | DS 5                  |          |
| 2017 | Alfa Romeo Giulia     |          |
| 2018 | Citroën C3            |          |
| 2019 | DS 7 Crossback        |          |
| 2020 | Renault Clio          |          |
| 2021 | Peugeot 2008 II       |          |
| 2022 | Fiat Nuova 500        |          |
| 2023 | Alfa Romeo Tonale     |          |
| 2024 | Jeep Avenger          |          |

## Tabella
| Casa automobilistica | Edizioni |
| -------------------- | -------- |
| Alfa Romeo           | 7        |
| Audi                 | 2        |
| Citroën              | 9        |
| DS Automobiles       | 2        |
| FIAT                 | 8        |
| Jaguar               | 1        |
| Jeep                 | 1        |
| Nissan Motor         | 1        |
| Peugeot              | 6        |
| Renault              | 1        |